# Physotrichia
Physotrichia là chi thực vật có hoa trong họ Apiaceae.